# Campionati mondiali di badminton 2019
I campionati mondiali di badminton 2019 (in inglese 2019 BWF World Championships) sono stati la 25ª edizione dei campionati mondiali di badminton.
La competizione si è svolta dal 19 al 25 agosto presso il palazzetto St. Jakobshalle a Basilea, in Svizzera.

## Medagliere
| Posiz. | Nazione    | Oro | Argento | Bronzo | Totale |
| ------ | ---------- | --- | ------- | ------ | ------ |
| 1      | Giappone   | 2   | 3       | 1      | 6      |
| 2      | Cina       | 1   | 0       | 4      | 5      |
| 3      | Indonesia  | 1   | 0       | 2      | 3      |
| 4      | India      | 1   | 0       | 1      | 2      |
| 5      | Thailandia | 0   | 1       | 2      | 3      |
| 6      | Danimarca  | 0   | 1       | 0      | 1      |
| Totale | Totale     | 3   | 3       | 10     | 16     |

## Podi
| Specialità                     | Oro                            | Argento                                        | Bronzo                              |
| Singolare maschile (dettagli)  | Kento Momota                   | Anders Antonsen                                | B. Sai Praneeth                     |
| Singolare maschile (dettagli)  | Kento Momota                   | Anders Antonsen                                | Kantaphon Wangcharoen               |
| Singolare femminile (dettagli) | P. V. Sindhu                   | Nozomi Okuhara                                 | Ratchanok Intanon                   |
| Singolare femminile (dettagli) | P. V. Sindhu                   | Nozomi Okuhara                                 | Chen Yufei                          |
| Doppio maschile (dettagli)     | Mohammad Ahsan Hendra Setiawan | Takuro Hoki Yugo Kobayashi                     | Fajar Alfian Muhammad Rian Ardianto |
| Doppio maschile (dettagli)     | Mohammad Ahsan Hendra Setiawan | Takuro Hoki Yugo Kobayashi                     | Li Junhui Liu Yuchen                |
| Doppio femminile (dettagli)    | Mayu Matsumoto Wakana Nagahara | Yuki Fukushima Sayaka Hirota                   | Greysia Polii Apriyani Rahayu       |
| Doppio femminile (dettagli)    | Mayu Matsumoto Wakana Nagahara | Yuki Fukushima Sayaka Hirota                   | Du Yue Li Yinhui                    |
| Doppio misto (dettagli)        | Zheng Siwei Huang Yaqiong      | Dechapol Puavaranukroh Sapsiree Taerattanachai | Yuta Watanabe Arisa Higashino       |
| Doppio misto (dettagli)        | Zheng Siwei Huang Yaqiong      | Dechapol Puavaranukroh Sapsiree Taerattanachai | Wang Yilü Huang Dongping            |